# Roberto Citran
Roberto Citran, né à Padoue  le 26 janvier 1955 est un acteur italien.

## Biographie
Né à Padoue, Roberto Citran est diplômé en psychologie et a fondé le club de cinéma universitaire CINEMAUNO dans sa ville natale. Après quelques pièces de théâtre sporadiques, il fonde une petite troupe de théâtre, Punto e Virgola.
Il est probablement mieux connu pour ses films avec le réalisateur Carlo Mazzacurati, Paduan comme lui, qui lui a fait faire ses débuts dans un rôle principal en 1989, dans Il prete bello,.
En 1994, il remporte une Coupe Volpi du meilleur acteur de soutien pour sa performance dans Il toro de Mazzacurati.

## Filmographie partielle

### Au cinéma
- 1987 : Nuit italienne (Notte italiana) de Carlo Mazzacurati
- 1989 : Légers quiproquos (Piccoli equivoci) de Ricky Tognazzi
- 1989 : Corsa di primavera de Giacomo Campiotti
- 1989 : Il prete bello de Carlo Mazzacurati
- 1990 : Les Amusements de la vie privée (I Divertimenti della vita privata) de Cristina Comencini
- 1991 : Condominio de Felice Farina
- 1991 : Chiedi la luna de Giuseppe Piccioni
- 1994 : Il toro de Carlo Mazzacurati
- 1994 : Anime fiammeggianti de Davide Ferrario
- 1995 : Il cielo è sempre più blu d'Antonello Grimaldi
- 1995 : Policier (Poliziotti) de Giulio Base
- 1996 : Vesna va veloce de Carlo Mazzacurati
- 1997 : Le acrobate de Silvio Soldini
- 1997 : La Trève (La tregua) de Francesco Rosi
- 2002 : Paz! de Renato De Maria
- 2002 : El Alamein d'Enzo Monteleone
- 2002 : A cavallo della tigre de Carlo Mazzacurati
- 2004 : La vita che vorrei de Giuseppe Piccioni
- 2004 : Une romance italienne (L'Amore ritrovato) de Carlo Mazzacurati
- 2009 : Generazione mille euro de Massimo Venier
- 2011 : La Petite Venise (Io sono Li) d'Andrea Segre
- 2013 : La sedia della felicità de Carlo Mazzacurati
- 2016 : L'Affaire Pasolini (La macchinazione) de David Grieco
- 2016 : Come diventare grandi nonostante i genitori de Luca Lucini
- 2017 : L'Ordre des choses (L'ordine delle cose) d'Andrea Segre
- 2018 : 1991 de Ricardo Trogi : le réceptionniste de l'école
- 2021 : Diabolik de Marco et Antonio Manetti

### À la télévision
- 2010 : Saint Philippe Néri, par Giacomo Campiotti : Cardinal Capurso
- 2015-2017 : Alex & Co de Marina Efron Versiglia : Augusto Ferrari
- 2021 : Chiara Lubich - L'amore vince tutto, de Giacomo Campiotti : le général Vittorio Sartori

## Distinctions

### Prix
- Coupe Volpi du meilleur acteur dans un second rôle en 1994 pour son rôle dans le film Il toro.

### Nominations
- David di Donatello du meilleur acteur dans un second rôle en 1990 pour son rôle dans le film Légers quiproquos (Piccoli equivoci).
- Ruban d'argent du meilleur acteur en 1990 pour son rôle dans le film Il prete bello.
- David di Donatello du meilleur acteur dans un second rôle en 1995 pour son rôle dans le film Il toro.
- Ruban d'argent du meilleur acteur dans un second rôle en 1995 pour son rôle dans le film Il toro.